# Anne Ryg
Anne Ryg, född 14 december 1967, är en norsk skådespelare.
Ryg har varit verksam vid flera av Norges största teatrar, såsom Nationaltheatret, Det Norske Teatret och Riksteatret. Hon är dotter till regissören Eli Skolmen Ryg och halvsyster till Hege Schøyen. Hon var gift med skådespelaren Harald Eia.

## Filmografi (urval)
- 1993 – Morsarvet
- 1997 – Blind gudinna
- 1997 – Saliga äro de som törstar
- 2000 – Misunnelse
- 2000 – De 7 dødssyndene
- 2005 – 37 og et halvt
- 2005 – Gymnasielärarens lilla röda
- 2010 – Den unge Fleksnes (TV-serie)
- 2015 – Svenskjävel